# Neutrino tauónico
El tau neutrino o neutrino tauónico es una partícula elemental que pertenece al grupo de los leptones. De símbolo {\displaystyle \nu _{\tau }}, tiene spin ½, y una masa como mucho un millón de veces menor que la del electrón, pero no nula.
Como tiene una masa tan pequeña, siempre se mueve a una velocidad cercana a la velocidad de la luz, por eso los científicos pensaban que el neutrino carecía de masa, y era por tanto un luxón. Más adelante se descubriría el fenómeno de la oscilación de neutrinos, que consiste básicamente en que los neutrinos cambian constantemente de sabor. Como consecuencia de la oscilación, los neutrinos deben tener una masa no nula.
No tiene carga eléctrica, y como sólo interacciona a través de la interacción débil (la interacción gravitatoria en el mundo de las partículas es ínfima), es una partícula muy difícil de detectar, y además (debido a la oscilación) es prácticamente indistinguible de los otros dos neutrinos del modelo estándar.
Junto con los tau, forma la tercera generación de leptones, de ahí su nombre de tau neutrino. Su existencia se dedujo inmediatamente después de detectar la partícula tau en una serie de experimentos entre 1974 y 1977 por Martin Lewis Perl con sus colegas en el grupo SLAC–LBL. El descubrimiento del neutrino tauónico fue anunciado en julio de 2000 en la colaboración DONUT (Direct Observation of the NU Tau) del Fermilab.